# Tripanosoma
Tripanosoma ali vrteljc (znanstveno ime Trypanosoma) je živalski bičkar. Spada med praživali, se pravi je evkariont. Je tudi nevarni krvni parazit. Ena vrsta tripanosom (Trypanosoma brucei) povzroča človeku in živalim spalno bolezen,ki je dolgotrajna, konča pa se lahko s smrtjo. Parazit živi v dveh gostiteljih, en je nevretenčar, drugi – glavni pa je vretenčar. Na glavnega gostitelja – človeka ga prenese vmesni gostitelj, to je muha cece. Druga vrsta vrteljca, in sicer Trypanosoma cruzi, povzroča tako imenovano Chagasovo bolezen.